# Rüthi
Rüthi (bis 1994 offiziell Rüthi (Rheintal) genannt) ist eine politische Gemeinde und eine Ortschaft in der Region und im Wahlkreis Rheintal im Kanton St. Gallen in der Ostschweiz.

## Geographie

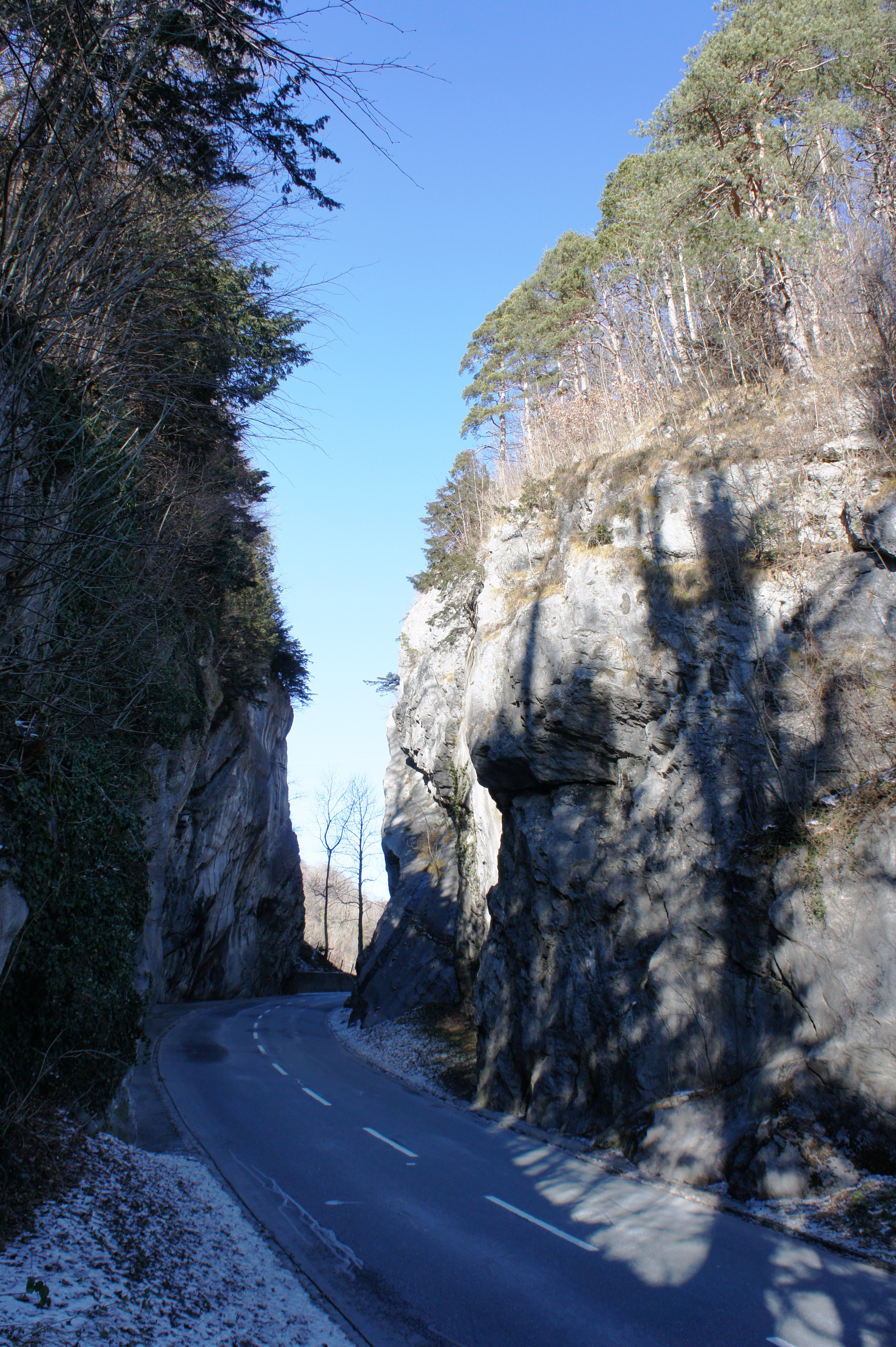
Hirschensprung, Naturphänomen und Vorlage für das Wappen von Rüthi

Die Gemeinde Rüthi liegt am Fusse des Berges Hoher Kasten im Rheintal zwischen Altstätten und Buchs SG.
Neben Rüthi gehören das Dorf Büchel, der Hirschensprung und der südliche Teil des Weilers Rehag zur Gemeinde, die 1798 bis 1831 auch Kobelwald und 1803 bis 1831 Lienz umfasste.
Im Osten bildet der Rhein die Gemeindegrenze, die hier auch die Schweizer Grenze zu Österreich ist. Im Norden grenzt die Gemeinde an Oberriet, im Süden an Lienz, eine Exklave der Gemeinde Altstätten.

## Geschichte
Gräberfunde bezeugen, dass das Gemeindegebiet schon in der Jungsteinzeit besiedelt war. Ab dem 7. Jahrhundert besiedelten Alemannen das Gebiet und rodeten Waldflächen, um das Land urbar zu machen. Daher stammt der Ortsname (von mittelhochdeutsch riute – roden).

Luftbild (1947)

Die erste urkundliche Erwähnung findet sich in einer Urkunde des Klosters St. Gallen vom 5. Juni 820. Seit 1292 war das Kloster Pfäfers Grundherr des Ortes.
Dieses erwarb 1392 die Vogtei von den Grafen von Werdenberg-Heiligenberg und stellte Rüthi 1484 eine Offnung aus. Rüthi und Plona waren zu dieser Zeit nach Rankweil pfarrgenössig, Lienz nach Altenstadt bei Feldkirch. Unter Abt Johann Jakob Russinger 1529 vorübergehend reformiert, kehrte Rüthi 1532 zum alten Glauben zurück. Nach Rechtsstreitigkeiten mit den eidgenössischen Orten, die 1490 Rüthi als Teil der Vogtei Rheintal unter ihre Herrschaft gebracht hatten, verkaufte Pfäfers 1538 Grundzinsen, Zehnten, Gericht und Kirchensatz an die Hofgenossen von Rüthi. Gleichzeitig wurde die 1287 erwähnte St. Valentinskapelle zur Pfarrkirche erhoben. Noch zu Beginn des 21. Jahrhunderts sind Lienz, Plona und Hirschensprung nach Rüthi pfarrgenössig, besitzen aber eigene Kapellen.
Neben Ackerbau war vor allem die Gras- und Milchwirtschaft auf den Gemeindealpen bis ins 20. Jahrhundert von Bedeutung, der Weinbau blieb marginal. 1803 wurde Rüthi politische Gemeinde des neuen Kantons St. Gallen und gehörte bis 2002 zum Bezirk Oberrheintal. Grösster Grundbesitzer ist nach wie vor die Ortsgemeinde, der bis 1900 auch das Fürsorgewesen oblag. 1858 erhielt Rüthi Anschluss an die Eisenbahnstrecke Rorschach–Chur.
Immer wiederkehrende Überschwemmungen zogen den Ort oft in Mitleidenschaft, besonders in den Jahren 1762, 1868, 1871 und 1890. Ebenso hatte der Ort in den Jahren 1887 und 1890 unter grossen Bränden zu leiden. Nach der Rheinregulierung war nur noch der das Dorf Rüthi durchquerende Rheintaler Binnenkanal ab und zu eine Gefahr mit seinem Hochwasser. Aus diesem Grund wurde zwischen 2006 und 2008 ein Projekt zum Hochwasserschutz und Renaturierung des engen Kanals realisiert.
Seit den 1960er Jahren wandelt sich Rüthi vom Bauerndorf zum Gewerbe- und Industrieort (Batteriefabrik) mit 72 % Erwerbstätigen im zweiten Wirtschaftssektor (2005).

## Bevölkerung

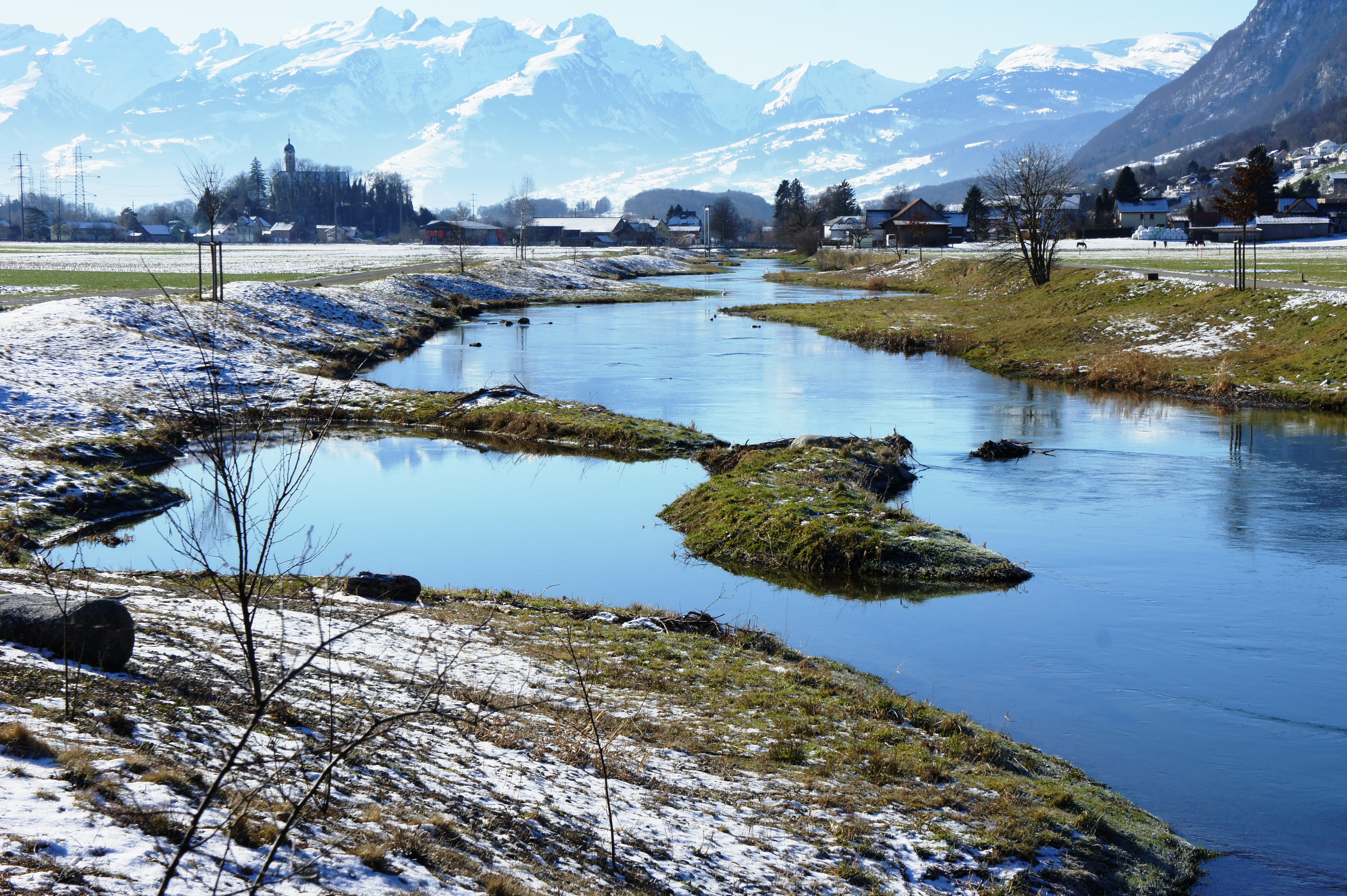
Blick aus Nordosten auf das Dorf Rüthi

| Jahr      | 1850  | 1900  | 1950  | 1980  | 2000  | 2010  | 2019  |
| Einwohner | 1500  | 1193  | 1570  | 1475  | 1967  | 2046  | 2412  |
| Quelle    | [ 5 ] | [ 5 ] | [ 5 ] | [ 5 ] | [ 5 ] | [ 7 ] | [ 7 ] |

## Wirtschaft
- Zweigwerk der Firma Winterhalter Gastronom GmbH, Meckenbeuren, die gewerbliche Spülsysteme vor allem für die Gastronomie und Hotellerie herstellt
- Zweigwerk der Firma Wolf Systembau Gesellschaft m.b.H., Scharnstein, die Bauten für Landwirtschaft, Gewerbe- und Industrie sowie Fertighäuser errichtet
- Continental Automotive Switzerland AG, eine Niederlassung der Continental AG.
- Menzi Muck AG, einziger Baggerhersteller der Schweiz

## Partnerschaften
Rüthi pflegt intensiv partnerschaftliche Beziehungen zu Wolfegg in Oberschwaben (Deutschland).

## Persönlichkeiten
- Markus Büchel (* 1949), Bischof von St. Gallen
- Thomas Ammann (1964–2022), Nationalrat (CVP), Gemeindepräsident 1997–2016